# Turzycowisko
Turzycowisko – zbiorowisko roślinne zdominowane przez turzyce.

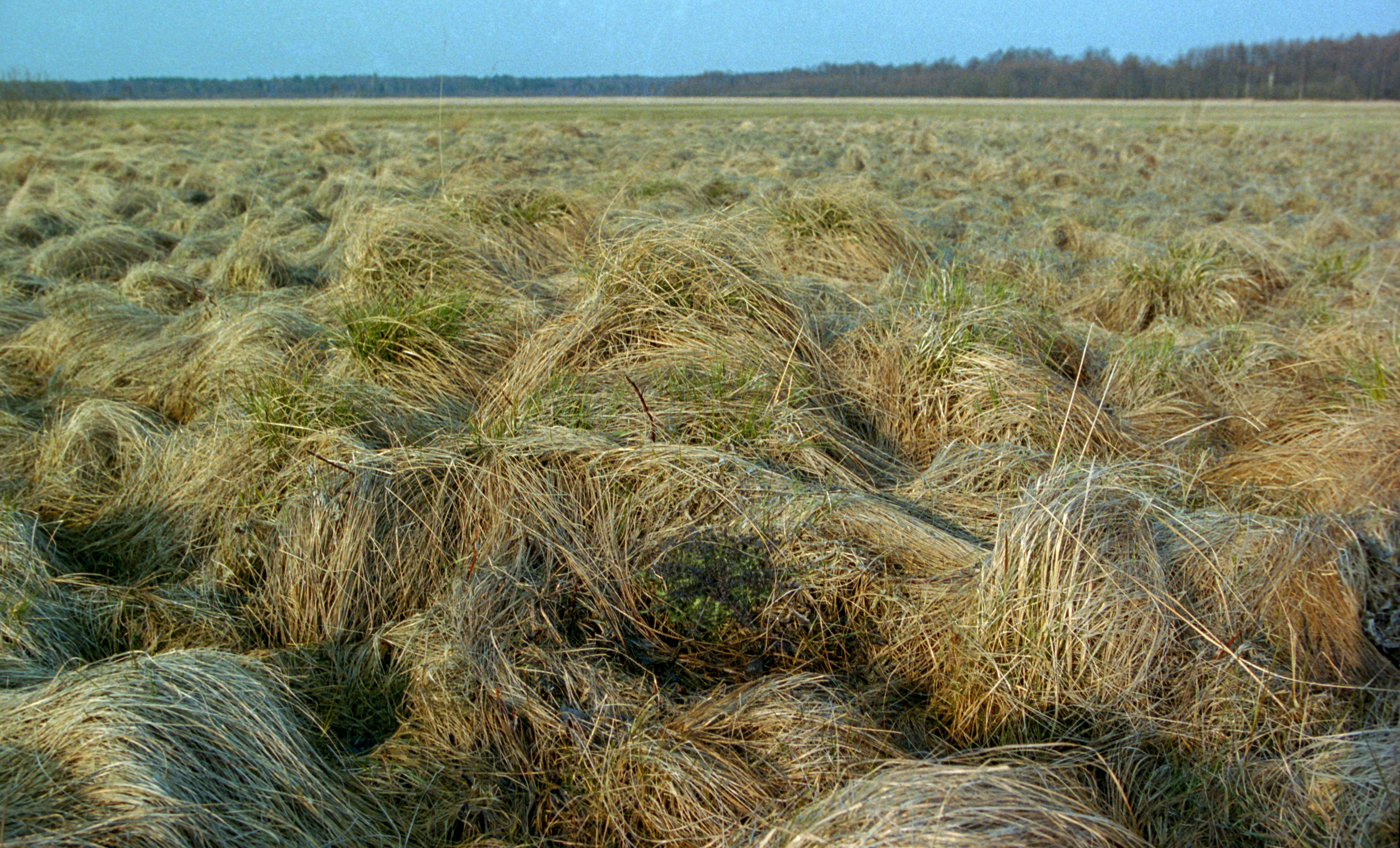
Turzycowisko wielkoturzycowe na Bagnie Ławki w Biebrzańskim Parku Narodowym

Turzyce mają zróżnicowane wymagania siedliskowe, choć zwykle związane są z mokradłami, w związku z czym zespoły roślinne tworzące turzycowiska zaliczane są do syntaksonów z różnych klas roślinności. Związane jest to również ze ścieraniem się różnych koncepcji dotyczących syntaksonomii roślinności torfowiskowej i brakiem konsensusu. Część zbiorowisk określanych jako turzycowiska niskie zaliczana jest do klas Carici-Drepanocladetea lub Scheuchzerio-Caricetea, które często są uważane za synonimy. Wśród nich są zbiorowiska z wyraźną dominacją turzyc, jak Caricetum caespitosae (turzycowisko mszyste z turzycą darniową), Peucedano-Caricetum paradoxae (turzycowisko mszyste z turzycą tunikową), jak i zdominowane przez trawy, czyli inną grupę graminoidów, jak Calamagrostietum neglectae (turzycowisko trawiaste z trzcinnikiem prostym) czy Stellario-Agrostietum caninae (turzycowisko trawiaste z mietlicą psią i gwiazdnicą błotną). Druga grupa turzycowisk to szuwary wielkoturzycowe z rzędu Magnocaricion.
Turzycowiska tworzone przez niskie turzyce, które tworzą torfowiska są chronione w systemie Natura 2000 wraz z pokrewnymi im mechowiskami i młakami jako siedlisko przyrodnicze 7230 (górskie i nizinne torfowiska zasadowe o charakterze młak, turzycowisk i mechowisk). Turzycowiska wielkoturzycowe są z dość pospolite w Europie i nie podlegają specjalnej ochronie w ramach systemu Natura 2000. Ich użytkowanie uwzględniające ochronę przyrody może być przedmiotem programu rolnośrodowiskowego. Turzycowiska różnego typu mogą być również chronione jako siedlisko chronionych ptaków.
Na turzycowiskach mogą zachodzić procesy torfotwórcze. Wśród rodzajów torfu wyróżniany jest torf turzycowiskowy, pochodzący z szuwarów wielkoturzycowych. Torf z turzycowisk niskich zaliczany jest do torfów mechowiskowych. Są to torfy niskie.